# Сабо, Вилмош
Вилмош Сабо (рум. Vilmoș Szabo, род.30 декабря 1964) — румынский фехтовальщик-саблист, этнический венгр, призёр Олимпийских игр и чемпионатов мира. Мастер спорта Румынии (1992). Муж Реки Сабо и отец Матьяша Сабо.

## Биография
Родился в 1964 году в Брашове. В 1988 году окончил Национальный университет физического воспитания и спорта в Бухаресте. Тренировался под руководством Михая Тикушана и Ладислау Рохоньи, выступал за «Стяуа». В 1989 году женился на рапиристке Реке Софии Лазэр. В 1984 году на Олимпийских играх в Лос-Анджелесе стал обладателем бронзовой медали в составе команды. В 1988 году принял участие в Олимпийских играх в Барселоне, но там румынские саблисты стали лишь 4-ми.
В 1993 году вместе со своей женой переехал в Германию, где стал тренером, однако на международных соревнованиях продолжал представлять Румынию. Выиграл этап Кубка мира в Будапеште 1993 года. В 1994 году в составе команды стал обладателем бронзовой медали чемпионата мира. В 1996 году принял участие в Олимпийских играх в Атланте, но там румынские саблисты стали лишь 7-ми.
С 2008 года Вилмош Сабо стал тренером национальной сборной Германии. Его ученик Николас Лимбах в 2009 году стал чемпионом мира, а на чемпионате мира 2014 года германские саблисты под его руководством впервые в своей истории завоевали золотые медали в командном первенстве.